# House of Cards (ER)
House of Cards is de eenentwintigste aflevering van het eerste seizoen van de televisieserie ER, die voor het eerst werd uitgezonden op 6 april 1995.

## Verhaal
Dr. Greene heeft nog steeds moeite om patiënten te behandelen en Dr. Swift, het nieuwe hoofd van de SEH, begint zich steeds meer zorgen te maken over Dr. Greene. Dr. Swift denkt Dr. Greene te kunnen helpen door hem de zaak van Jodi O’Brien te laten behandelen in een seminar.
Deb beseft dat zij meer ervaringen in procedures nodig heeft voor haar opleiding en doet dan zonder begeleiding een procedure, dit geeft een afloop wat zij niet voor ogen had.
Dr. Benton beseft toch dat zijn moeder het beste af is een verzorgingstehuis, hij heeft nu de moeilijke taak om dit tegen zijn moeder te zeggen.
Dr. Ross heeft een jong patiënte met een hartprobleem, en moet samen met Carter een gevecht leveren met een patiënt die een behandeling weigert voor tuberculose.
Dr. Lewis krijgt onverwachts een loge, haar zus Chloe is hoogzwanger teruggekeerd uit Texas.

## Rolverdeling

### Hoofdrol
- Anthony Edwards - Dr. Mark Greene
- George Clooney - Dr. Doug Ross
- Sherry Stringfield - Dr. Susan Lewis
- Kathleen Wilhoite - Chloe Lewis
- Eriq La Salle - Dr. Peter Benton
- Michael Ironside - Dr. William 'Wild Willy' Swift
- Amy Aquino - Dr. Janet Coburn
- Noah Wyle - John Carter
- Ming-Na Wen - Deb Chen
- Julianna Margulies - verpleegster Carol Hathaway
- Ellen Crawford - verpleegster Lydia Wright
- Yvette Freeman - verpleegster Haleh Adams
- Vanessa Marquez - verpleegster Wendy Goldman
- Gloria Reuben - Jeanie Boulet
- Abraham Benrubi - Jerry Markovic
- Emily Wagner - ambulanceverpleegkundige Doris Pickman
- Montae Russell - ambulanceverpleegkundige Dwight Zadro

### Gastrol
- Lisa Zane - Diane Leeds
- Zachary Browne - Jake Leeds
- Khandi Alexander - Jackie Robbins
- Beah Richards - Mae Benton
- Gregory Millar - Mr. Smiley
- Peggy Pope - Mrs. Gainsley
- Jane Cecil - Shirley
- Kathleen Dennehy - Mrs. Ryan
- Ashley Malinger - Janette Ryan
- June C. Ellis - Sari
- Kamar De Los Reyes - Hernandez
- Bruce Gray - Dr. Munch
- Isabella Martinez Wall - Anita Salizar

en vele andere